# 勒旺 (加尔省)
勒旺（法語：Revens）是法国加尔省的一个市镇，属于勒维冈区（Le Vigan）特雷韦县（Trèves）。该市镇总面积13.85平方公里，2009年时的人口为29人。

## 人口
勒旺人口变化图示